# Microtegeus paracervus
Microtegeus paracervus är en kvalsterart som beskrevs av Sandór Mahunka 1997. Microtegeus paracervus ingår i släktet Microtegeus och familjen Microtegeidae. Inga underarter finns listade i Catalogue of Life.